# دردار جناحي
دردار عالي (الاسم العلمي: Ulmus alata) هو نوع نباتي يتبع جنس الدردار من فصيلة الدردارية.